# Las Esclavas del Rincón
Las esclavas del rincón es una novela de la escritora uruguaya Susana Cabrera, publicada en 2001. Su título proviene de un acontecimiento real ocurrido en Uruguay en 1821.

## Valoraciones
Recibió el premio Revelación, Bartolomé Hidalgo en 2002.

## Argumento
Dos esclavas matan a su "dueña" en el Uruguay de 1821. La historia novelada sirve para dar una visión de la esclavitud de la época.

## Estructura
- Primera parte: El grito
- Segunda parte: Encarnación
- Reconstrucciones
- Tercera parte: Mariquita
- Cuarta parte: Luciano
- Quinta parte: Defensa y sentencia